# 23096 Mihika
23096 Mihika là một tiểu hành tinh vành đai chính với chu kỳ quỹ đạo là 1232.8134673 ngày (3.38 năm).
Nó được phát hiện ngày 8 tháng 12 năm 1999.